# Subaru (Zeitschrift)
Subaru (japanisch すばる) ist eine seit Mai 1970 im Shūeisha Verlag erscheinende Literaturzeitschrift.

## Übersicht
Die Zeitschrift Subaru, d. h. „Plejaden“, erschien von der ersten Ausgabe bis September 1976 vierteljährlich, dann alle zwei Monate und seit Mai 1979 monatlich. Mit dem Wechsel zur monatlichen Ausgabe änderte der Verlag auch das Format der Zeitschrift von B6 zu DIN-A5. Zuerst war Subaru dominiert von akademischer Literaturkritik, aber allmählich wurde die Zeitschrift eine Basis für Originalliteratur. So schrieben Ishikawa Jun, Inoue Mitsuharu und Inoue Hisashi für sie. Seit Januar 1986 hat sich Subaru zu einer Zeitschrift mit breit gestreutem Inhalt entwickelt.
Neben der Zeitschrift Subaru, die sich mit der sogenannten reinen Literatur (純文学, Junbungaku) befasst, gibt der Verlag auch eine Zeitschrift für Unterhaltungsliteratur heraus, die Shōsetsu Subaru (小説すばる).
Die Zeitschrift vergibt alljährlich im November den Subaru-Literaturpreis (すばる文学賞, Subaru Bungakushō). Gegenwärtiger Chefredakteur ist seit 2007 Ikeda Chiharu.
Sie gehört neben Gunzō (群像), Shinchō (新潮), Bungakukai (文學界) und Bungei (文藝) zu den 5 großen Literaturzeitschriften Japans.

## Weblink
- Website des Shūeisha Verlages (japanisch)